# AFI 100 Years... series
La AFI's 100 Years... series va ser una sèrie de llistes anuals de 1998 a 2008 de l'American Film Institute —normalment acompanyades d'especials de televisió de la CBS— que celebraven el segle del cinema nord-americà.
Com a celebració del centenari de les fites cinematogràfiques, la sèrie pretenia inspirar la discussió i l'interès del públic pel cinema clàssic de Hollywood. Com a tal, cada llista només incloïa llargmetratges americans que normalment s'havien estrenat abans del 2005. AFI va definir "pel·lícula americana" com una "pel·lícula en anglès amb elements de producció creatius i/o financers significatius dels Estats Units"; i "pel·lícula de llargmetratge" com una "pel·lícula de format narratiu que normalment té una durada de més de 60 minuts".
Per determinar la composició d'aquestes llistes, els noms d'uns quants centenars de pel·lícules nominades es van incloure en les paperetes que l'AFI distribuiria a un jurat de més de 1.000 líders de la indústria creativa, inclosos artistes de cinema (directors, guionistes, actors, editors, directors de fotografia), crítics i historiadors.

## Llistes de la sèrie
- 1998: AFI's 100 Years...100 Movies (en català, 100 anys d'AFI... 100 pel·lícules): les 100 "pel·lícules americanes més grans de tots els temps"
- 1999: AFI's 100 Years...100 Stars (100 anys d'AFI 100 estrelles): les 50 "llegendes de la pantalla" americanes més grans de tots els temps (25 dones i 25 homes)
  - AFI va definir una "llegenda de la pantalla americana" com "un actor o un equip d'actors amb una presència important a la pantalla en els llargmetratges nord-americans que debutessin a la pantalla abans de 1950, o bé que el debut a la pantalla hagués tingut lloc després de 1950, però la mort dels quals hagués marcat un cos d'obra completat".[2]
- 2000: AFI's 100 Years...100 Laughs (100 anys de l'AFI... 100 rialles: les 100 pel·lícules americanes més divertides
  - Tot i que no és específica per a cap gènere, aquesta llista generalment es va centrar en comèdies, incloent subgèneres com la sàtira, la comèdia screwball, la comèdia d'acció, la comèdia negra, la comèdia musical, la comèdia romàntica i la comèdia de costums.[3]
- 2001: AFI's 100 Years...100 Thrills (100 anys d'AFI... 100 emocions): les pel·lícules americanes més "emocionants".
  - Aquesta llista no era específica de cap gènere, sinó que es va centrar en l'"impacte que indueix l'adrenalina" total d'una pel·lícula, implicant tant el cos com la ment del públic.[4]
- 2002: AFI's 100 Years...100 Passions (100 anys d'AFI... 100 passions): les "històries d'amor més grans de tots els temps"
  - Encara que no és específica del gènere romàntic, aquesta llista es refereix a pel·lícules amb "un vincle romàntic entre dos o més personatges, les accions i/o intencions dels quals proporcionen el cor de la narrativa de la pel·lícula".[5]
- 2003: AFI's 100 Years...100 Heroes and Villains (100 anys d'AFI... 100 herois i dolents): els millors herois i dolents del cinema nord-americà de tots els temps (50 cadascun)
  - Un "heroi" es va definir com "un personatge (s) que preval en circumstàncies extremes i dramatitza un sentit de moralitat, coratge i propòsit". Un "malvat" es va definir com "un(s) personatge(s) la maldat de la ment, l'egoisme del caràcter i la voluntat de poder de vegades estan emmascarats per la bellesa i la noblesa, mentre que d'altres poden s'enfadar sense emmascarar".[6]
- 2004: AFI's 100 Years...100 Songs (100 anys d'AFI... 100 cançons): les millors cançons de pel·lícules americanes de tots els temps
  - Per a aquesta llista, "cançó" es va definir com "[m]úsica i lletres... que estableixen un to o estat d'ànim, defineixen el personatge, avança la trama i/o expressen els temes de la pel·lícula d'una manera que eleva" l'art del cinema. Les cançons poden incloure aquelles "escrites i/o gravades específicament per a la pel·lícula", així com aquelles "prèviament escrites i/o gravades i seleccionades pel cineasta per assolir els objectius anteriors".[7]
- 2005: AFI's 100 Years...100 Movie Quotes (100 d'AFI... 100 cites de pel·lícules): les millors cites de pel·lícules americanes de tots els temps
  - La selecció d'aquesta llista va considerar cites que "circulen per la cultura popular, passen a formar part del lèxic nacional (estatunidenc) i evoquen la memòria d'una pel·lícula atresorada".[8]
- 2005: AFI's 100 Years of Film Scores (100 anys d'AFI de partitures de pel·lícules): les 25 millors partitures de pel·lícules americanes de tots els temps
  - La llista no es va emetre originalment per televisió; es va presentar al Hollywood Bowl durant un esdeveniment especial en directe produït per l'Associació Filharmònica de Los Angeles.[9]
- 2006: AFI's 100 Years...100 Cheers (100 anys d'AFI... 100 inspiracions): les pel·lícules americanes més inspiradores de tots els temps
  - Les pel·lícules d'aquesta llista "inspiren" als espectadors, animen la gent a "marcar la diferència" i deixen al públic "amb una major sensació de possibilitats i esperança per al futur".[10]
- 2006: AFI's Greatest Movie Musicals (millors pel·lícules musicals d'AFI): les 25 millors pel·lícules musicals americanes de tots els temps
  - La llista no es va emetre originalment per televisió; es va presentar al Hollywood Bowl durant un esdeveniment especial en directe produït per l'Associació Filharmònica de LA.[11]
- 2007: AFI's 100 Years...100 Movies (100 anys d'AFI... 100 pel·lícules) (edició del 10è aniversari): una edició actualitzada de la llista "AFI's 100 Years...100 Movies" de 1998
  - Aquesta llista va eliminar 23 pel·lícules de la llista original, afegint al seu lloc 4 pel·lícules estrenades entre 1996 i 2006 i 19 pel·lícules fetes abans de 1996.
- 2008: AFI's 10 Top 10: les 10 millors pel·lícules en 10 gèneres de cinema clàssic nord-americà
  - Els 10 gèneres van ser: animació, drama judicial, èpica, fantasia, gàngster, misteri, comèdia romàntica, ciència-ficció, esports i western.[12]